# Джеймс, Генри (биограф)
Генри Джеймс III (англ. Henry James III; 18 мая 1879, Бостон, США — 13 декабря 1947, Нью-Йорк, США) — американский писатель, лауреат Пулитцеровской премии за биографию или автобиографию 1931 года. Он был сыном философа и психолога Уильяма Джеймса и племянником писателя Генри Джеймса.

## Ранняя биография
Генри Джеймс III родился в Бостоне 18 мая 1879 года в семье философа и психолога Уильяма Джеймса и Элис Джеймс (в девичестве Гиббонз). Кроме того, он приходился внуком выдающемуся теологу Генри Джеймсу-старшему и племянником прославившейся своими дневниками Элис Джеймс и писателю Генри Джеймсу, который обращался к нему в письмах «Гарри».
Генри Джеймс III получил степень бакалавра искусств в Гарвардском университете в 1899 году и степень бакалавра права на юридическом факультете того же университета в 1904 году. Позднее он получил почётные степени в колледжах Гамильтон и Уильямс.

## Карьера
Генри Джеймс III занимался юридической практикой в Бостоне с 1906 по 1912 год, после чего стал коммерческим директором Рокфеллеровского института медицинских исследований, сменив на этой должности Джерома Дэвиса Грина, и работал там до 1917 года. Во время Первой мировой войны он был членом Комиссии по оказанию военной помощи Фонда Рокфеллера, проходя службу в 89-й пехотной дивизии в звании лейтенанта.
С 1918 по 1919 год он был участником Парижской мирной конференции. Джеймс также был председателем TIAA с 1928 года и до своей смерти в 1947 году.

### Писательская карьера
В 1923 году Генри Джеймс III опубликовал написанную им биографию Ричарда Олни, государственного секретаря США, Richard Olney and His Public Service, а в 1930 году — биографию Чарльза Уильяма Элиота, президента Гарвардского университета, Charles W. Eliot, President of Harvard University, 1869-1901. Последняя выиграла Пулитцеровскую премию за биографию или автобиографию 1931 года.
Ранее, в 1921 году, также были изданы его The Letters of William James.

## Личная жизнь
11 июня 1917 года Генри Джеймс III женился на Оливии Каттинг, дочери финансиста Уильяма Каттинга. После их развода в 1930 году он женился на Доротее Дрейпер, сестре актрисы Рут Дрейпер в 1938 году. К тому времени она была уже вдовой.
Генри Джеймс III умер в своей резиденции 13 декабря 1947 года. Панихида по нему прошла в церкви Грейс на Манхэттене.